# ستيفان جيجير
ستيفان جيجير هو موزع ألماني، ولد في 1967.